# 項良梓
項良梓（16世紀—17世紀），字鄧林，浙江寧波府鄞縣人，明朝政治人物。

## 生平
項良梓在萬曆三十七年（1610年）中舉人，次年（1611年）聯捷進士，獲授刑部主事，執法不畏強權，很快奉命到山東遼左恤刑，釋放多位案情可疑的囚犯。升任直隸永平府知府，理順當地繁複的軍需；再晉官昌平兵備副使，嚴懲宦官專橫罪行，並清理陵軍虛耗的糧食之糧，其後因忤逆宦官罷官歸鄉。